# Episinus gibbus
Episinus gibbus là một loài nhện trong họ Theridiidae.
Loài này thuộc chi Episinus. Episinus gibbus được miêu tả năm 1995 bởi Zhu & Jia-Fu Wang.